# Gladys Dorador
Pour les articles homonymes, voir Dorador.
Gladys Dorador, de son nom complet Gladys "Sandy" Dorador Inga, née le 4 janvier 1989 à Lima au Pérou, est une footballeuse péruvienne qui joue au poste d'attaquante au sein de l'Alianza Lima.

## Biographie

### Carrière en club
Gladys Dorador a l'occasion de disputer la Copa Libertadores en 2009 avec l'Association White Star. Mais c'est au sein du JC Sport Girls qu'elle se fait un nom en remportant quatre championnats du Pérou en 2011, 2012, 2013 et 2017. Elle se distingue particulièrement lors des finales nationales de 2011 et 2013 où elle marque à chaque fois un doublé face à River San Borja (victoire 2-1) et à l'Internacional de Arequipa (victoire 3-0), respectivement,.

### Carrière en équipe nationale
Gladys Dorador fait ses débuts en équipe du Pérou lors du Sudamericano Femenino 2006. Elle y marque son premier but international, le 15 novembre 2006, face à la Bolivie (victoire 2-1). Elle compte au moins 16 matchs en sélection nationale, dont quatre lors des Jeux panaméricains de 2019.

#### Buts en sélection
| Buts en sélection de Gladys Dorador | Buts en sélection de Gladys Dorador | Buts en sélection de Gladys Dorador                 | Buts en sélection de Gladys Dorador | Buts en sélection de Gladys Dorador | Buts en sélection de Gladys Dorador | Buts en sélection de Gladys Dorador |
|                                     | Date                                | Lieu                                                | Adversaire                          | Score                               | Résultat                            | Compétition                         |
| ----------------------------------- | ----------------------------------- | --------------------------------------------------- | ----------------------------------- | ----------------------------------- | ----------------------------------- | ----------------------------------- |
| 1.                                  | 15 novembre 2006                    | Stade José María Minella, Mar del Plata (Argentine) | Bolivie                             | 2-1                                 | 2-1                                 | CA 2006                             |
| 2.                                  | 30 novembre 2021                    | Estadio Gunther Vogel, San Lorenzo (Paraguay)       | Paraguay                            | 2-2                                 | 4-2                                 | Amical                              |

## Palmarès
| JC Sport Girls - Championnat du Pérou (4) : - Championne : 2011, 2012, 2013 et 2017. - Vice-championne : 2018. |  | Alianza Lima - Championnat du Pérou (2) : - Championne : 2021 et 2022. - Vice-championne : 2023. |